# دياني واتسون
دياني واتسون (بالإنجليزية: Diane Watson)‏ هي نبالة أمريكية، ولدت في 21 يناير 1964 في الولايات المتحدة.

## وصلات خارجية
- دياني واتسون على موقع الاتحاد الدولي للرماية بالسهام (الإنجليزية)